# 赤堀茶臼山古墳
赤堀茶臼山古墳（あかぼりちゃうすやまこふん）は、群馬県伊勢崎市赤堀今井町にある古墳。形状は帆立貝形古墳。伊勢崎市指定史跡に指定されている。
家形埴輪8棟を始めとする多くの形象埴輪が出土した古墳として知られる。

## 概要
群馬県東部、多田山丘陵東の尾根頂部に築造された古墳である。1929年（昭和4年）に帝室博物館による発掘調査が実施されているほか、1995年（平成7年）以降に範囲確認調査が実施されている。
墳形は前方部が短小な帆立貝形の前方後円形で、墳丘主軸を尾根と直交方向として、前方部を西方向に向ける。墳丘は2段築成。墳丘外表では円筒埴輪列（朝顔形・壺形埴輪含む）・形象埴輪（家形埴輪8棟ほか囲形・短甲形・草摺形・蓋形・腰掛形・高坏形・鶏形埴輪など）が認められているほか、割石・川原石による葺石が認められる。また墳丘周囲には周濠が巡らされる。埋葬施設は後円部墳頂における木炭槨2基である。調査では、副葬品として1号木炭槨から六神像鏡・刀・剣・鉾・鉄斧・三角板革綴短甲・三角板革綴衝角付冑・鉄鏃・石製模造品が、2号木炭槨から内行花文鏡・大刀が出土している。
築造時期は、古墳時代中期の5世紀中葉（または5世紀後半）頃と推定される。群馬県内では最初に学術調査が行われた古墳として学史上重要な古墳であるとともに、家形埴輪8棟を始めとする多くの形象埴輪が出土した点で特異であり、古墳時代の豪族居館の内容や古墳における埴輪配置を知るうえで重要視される古墳になる。
古墳域は2004年（平成16年）に旧赤堀町指定史跡（現在は伊勢崎市指定史跡）に指定されている。

## 遺跡歴
- 1929年（昭和4年）、発掘調査（帝室博物館、1933年に報告）。
- 1995-1997年度（平成7-9年度）、範囲確認調査（赤堀町教育委員会、1996・1997・1998年に概要報告）。
- 2004年（平成16年）8月10日、旧赤堀町指定史跡に指定（現在は伊勢崎市指定史跡）[6]。

## 墳丘

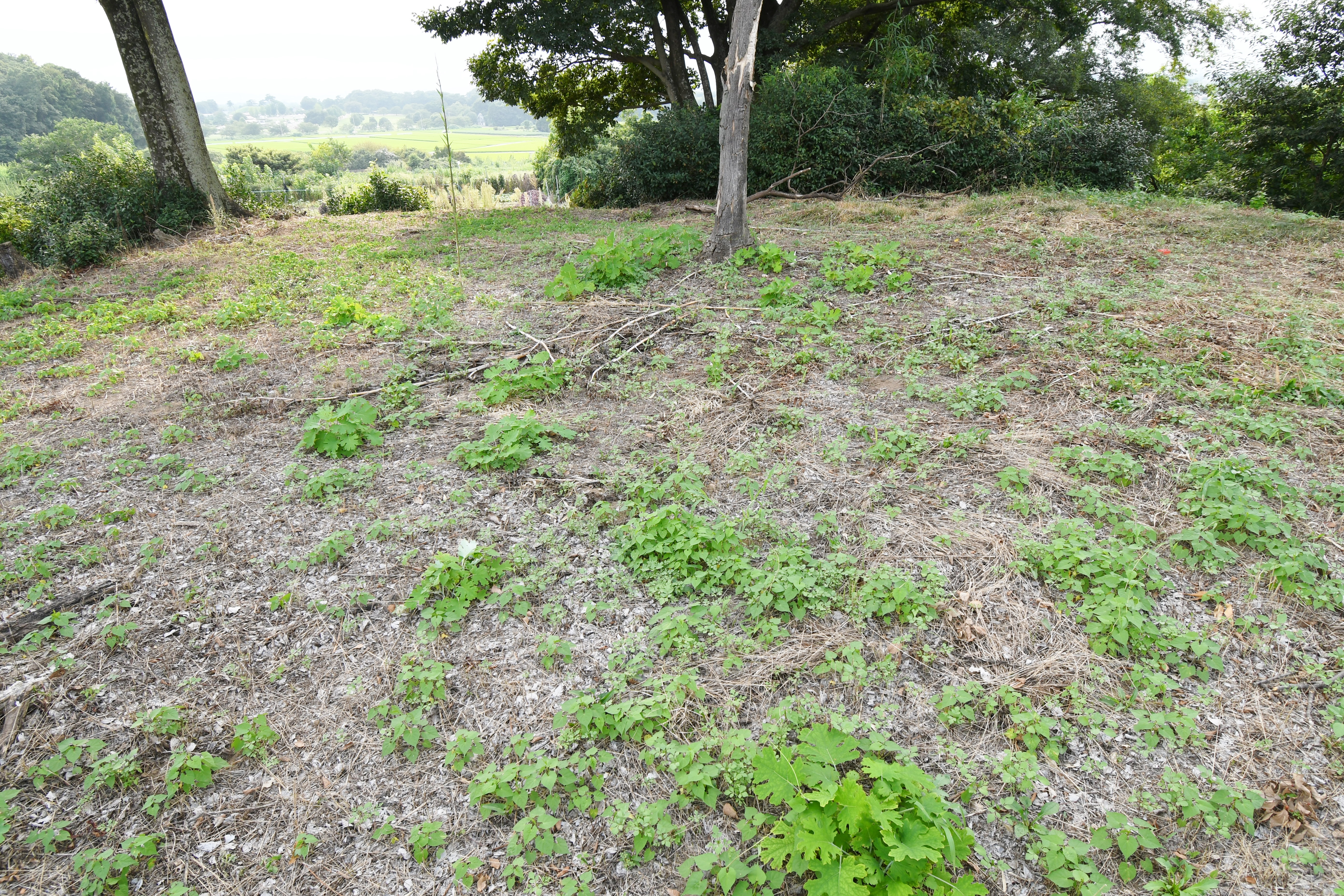
後円部墳頂

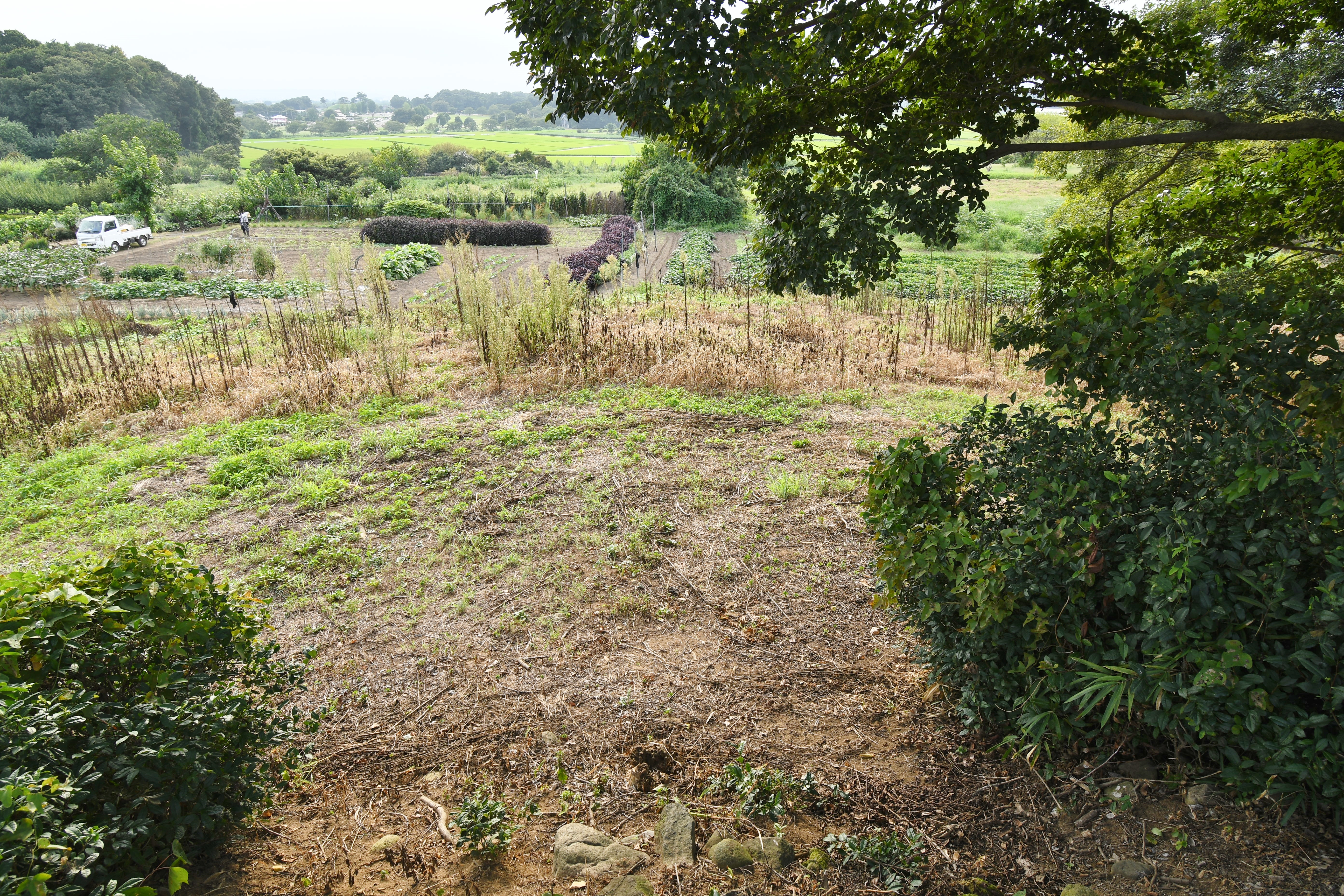
後円部から前方部を望む背景に大室古墳群。

墳丘の規模は次の通り。
- 墳丘長：62.4メートル
- 後円部
  - 直径：50.2メートル
  - 高さ：6メートル
- 前方部
  - 長さ：18メートル
  - 高さ：4メートル

墳丘周囲には、北・西・南面において周濠が確認されているが、後円部東側では認められていない（傾斜地になるためか）。

## 出土品

### 副葬品
昭和期の帝室博物館による調査出土品のうち、埋葬施設出土の副葬品は次の通り。
1号木炭槨出土
- 六神像鏡
- 刀
- 剣
- 鉾
- 鉄斧
- 三角板革綴短甲
- 三角板革綴衝角付冑
- 鉄鏃
- 石製模造品

2号木炭槨出土
- 内行花文鏡
- 大刀

### 埴輪

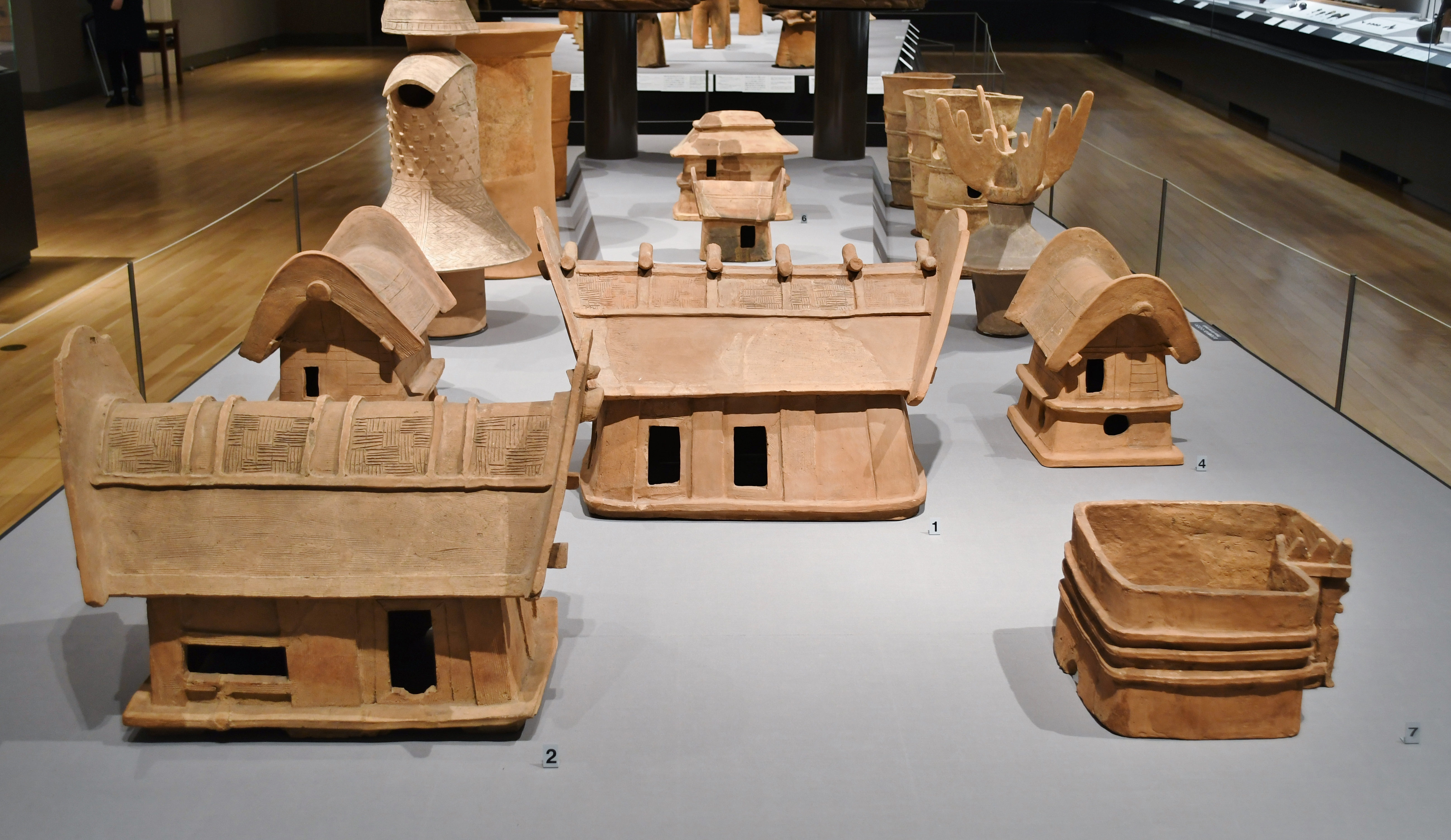
家形埴輪群東京国立博物館展示（他画像も同様）。

昭和期の帝室博物館による調査出土品のうち、墳丘出土の埴輪は次の通り。
- 家形埴輪 8棟
切妻造家形3棟（鰹木をあげた主屋1、網代を載せた副屋2）、倉庫4棟（切妻造3、寄棟造1）、納屋1棟。特に寄棟造埴輪は釜ノ口遺跡（伊勢崎市堀下町）と同工品とされる。
- 囲形埴輪
- 短甲形埴輪
- 草摺形埴輪
- 蓋形埴輪
- 腰掛形
- 高坏形埴輪
- 鶏形埴輪 - 雌鶏か。

そのほか、赤堀町教育委員会による調査では、家形・盾形・蓋形・短甲形・草摺形・鶏形・鍔付壺形・朝顔形・円筒埴輪が出土している。そのうち鶏形埴輪は雄鶏で、東京国立博物館所蔵品の雌鶏とは雌雄一対での生産とみられる。羽部は釜ノ口遺跡出土埴輪片との接合関係が確認され、同遺跡生産品とされる。

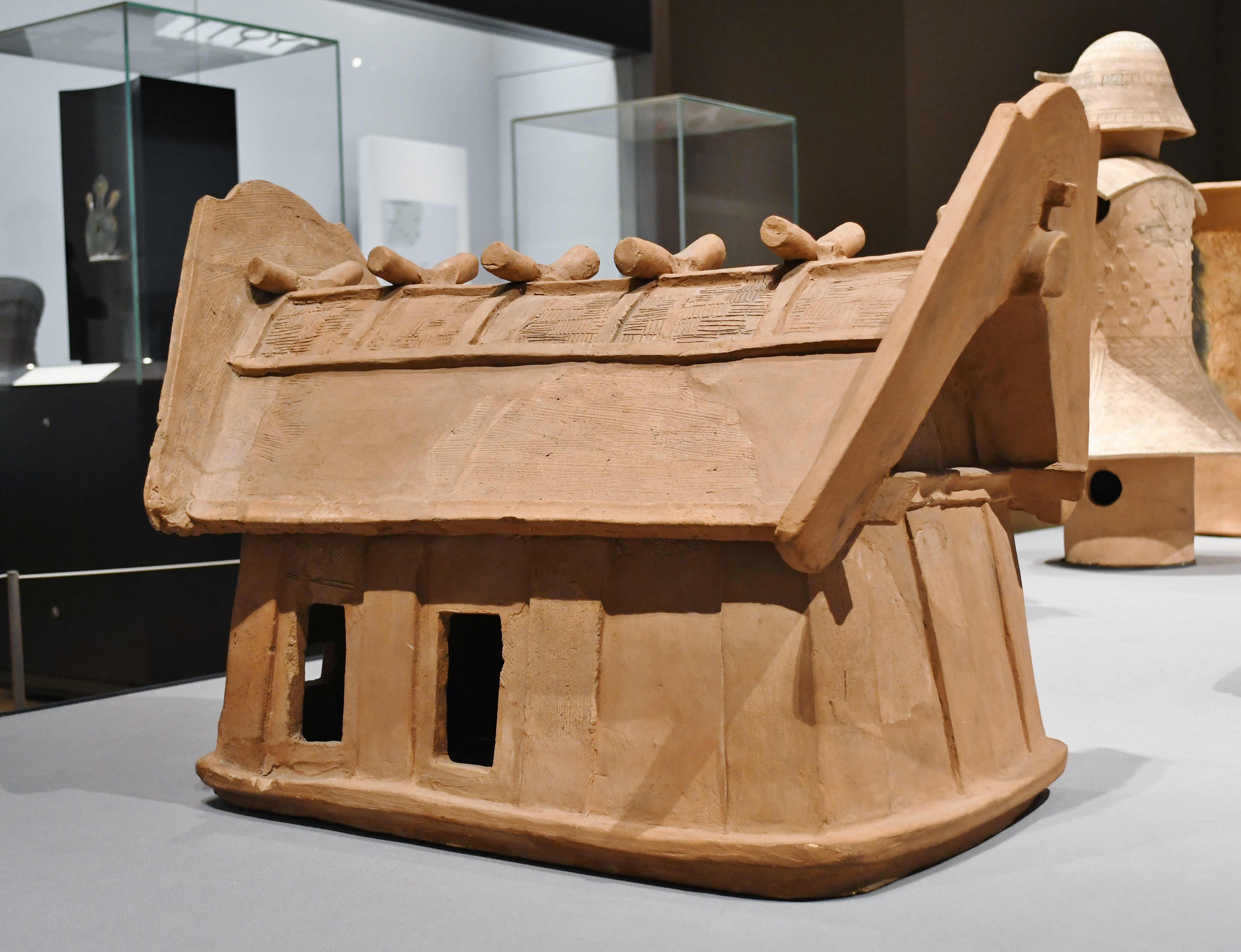
切妻造家
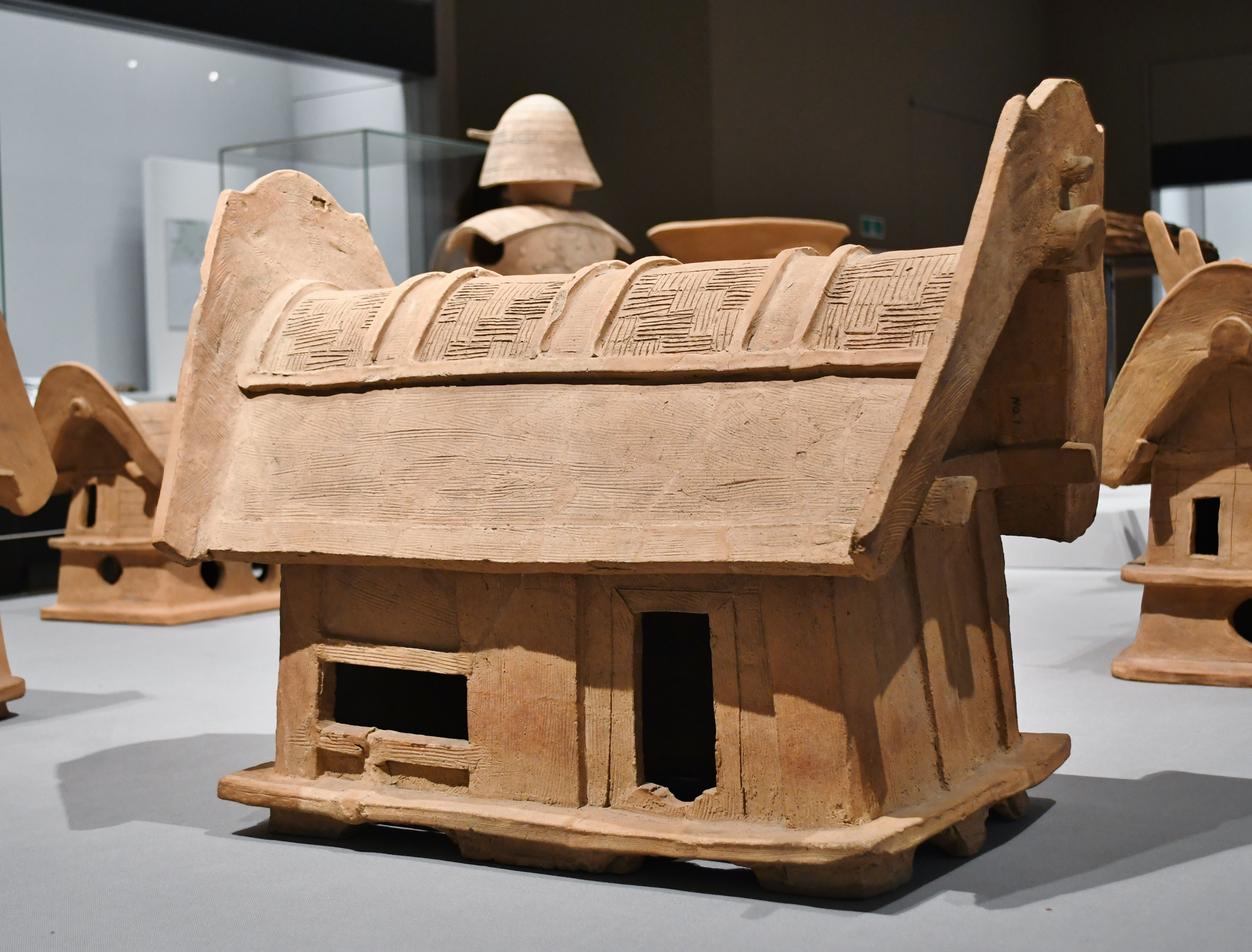
切妻造家
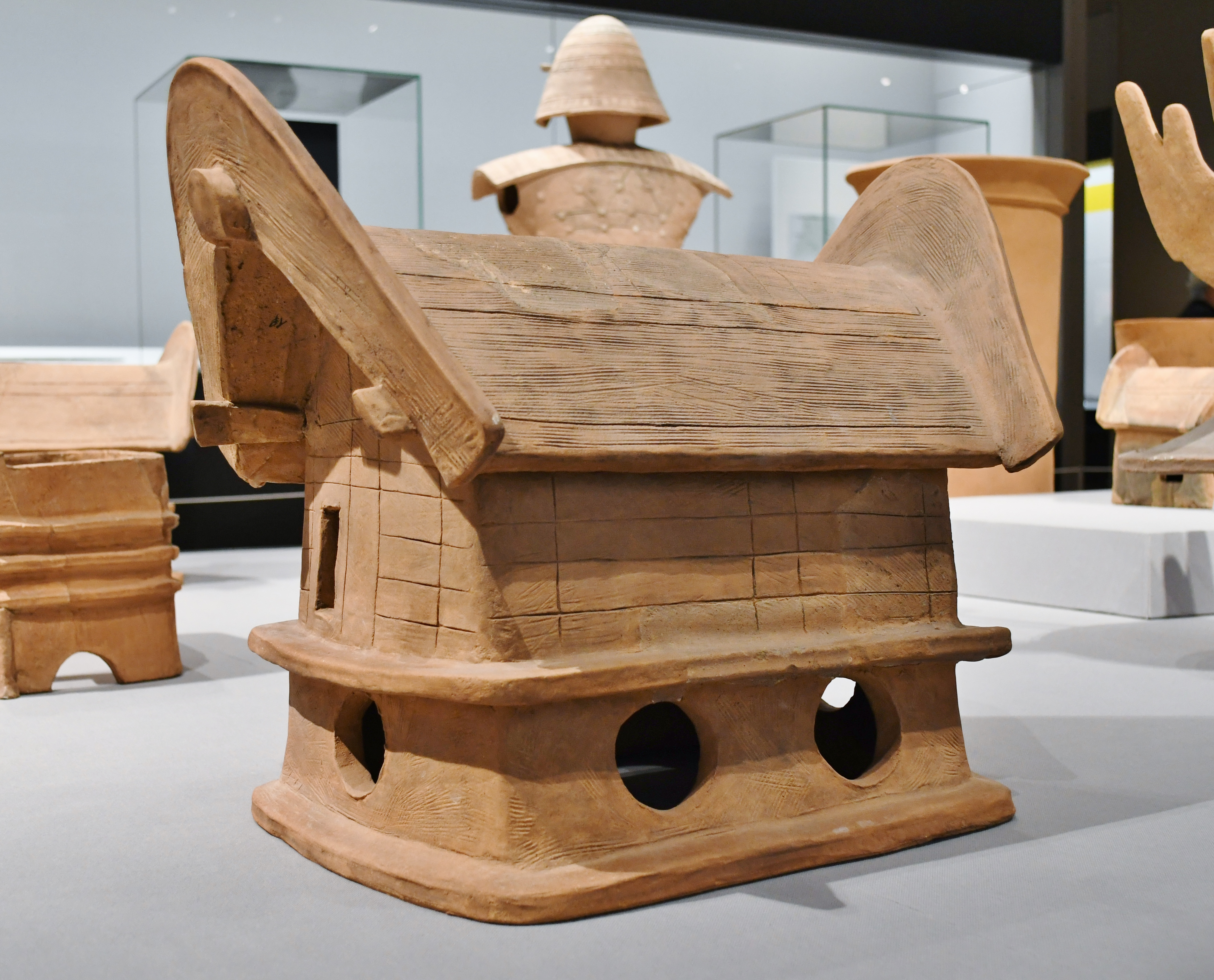
切妻造倉庫
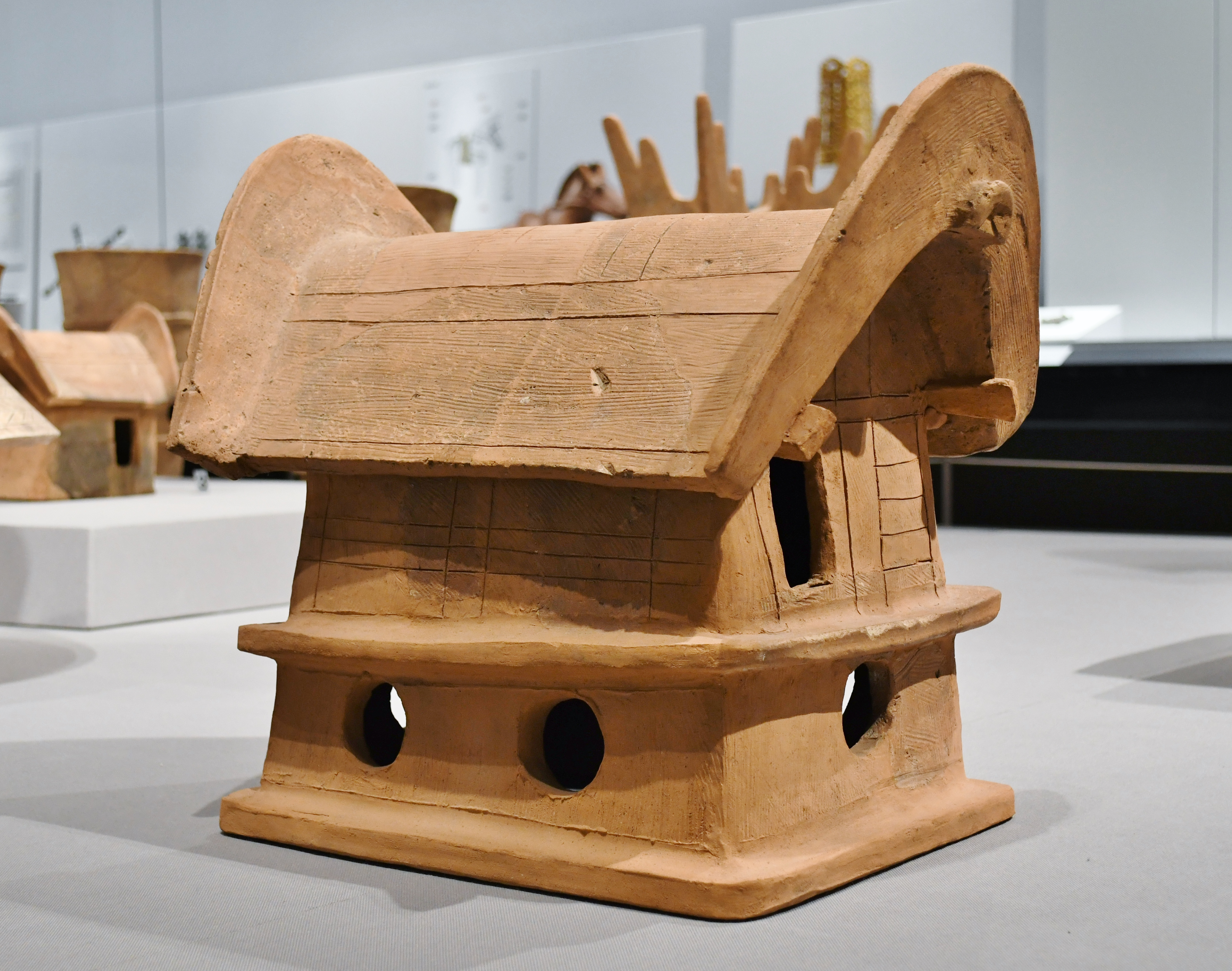
切妻造倉庫
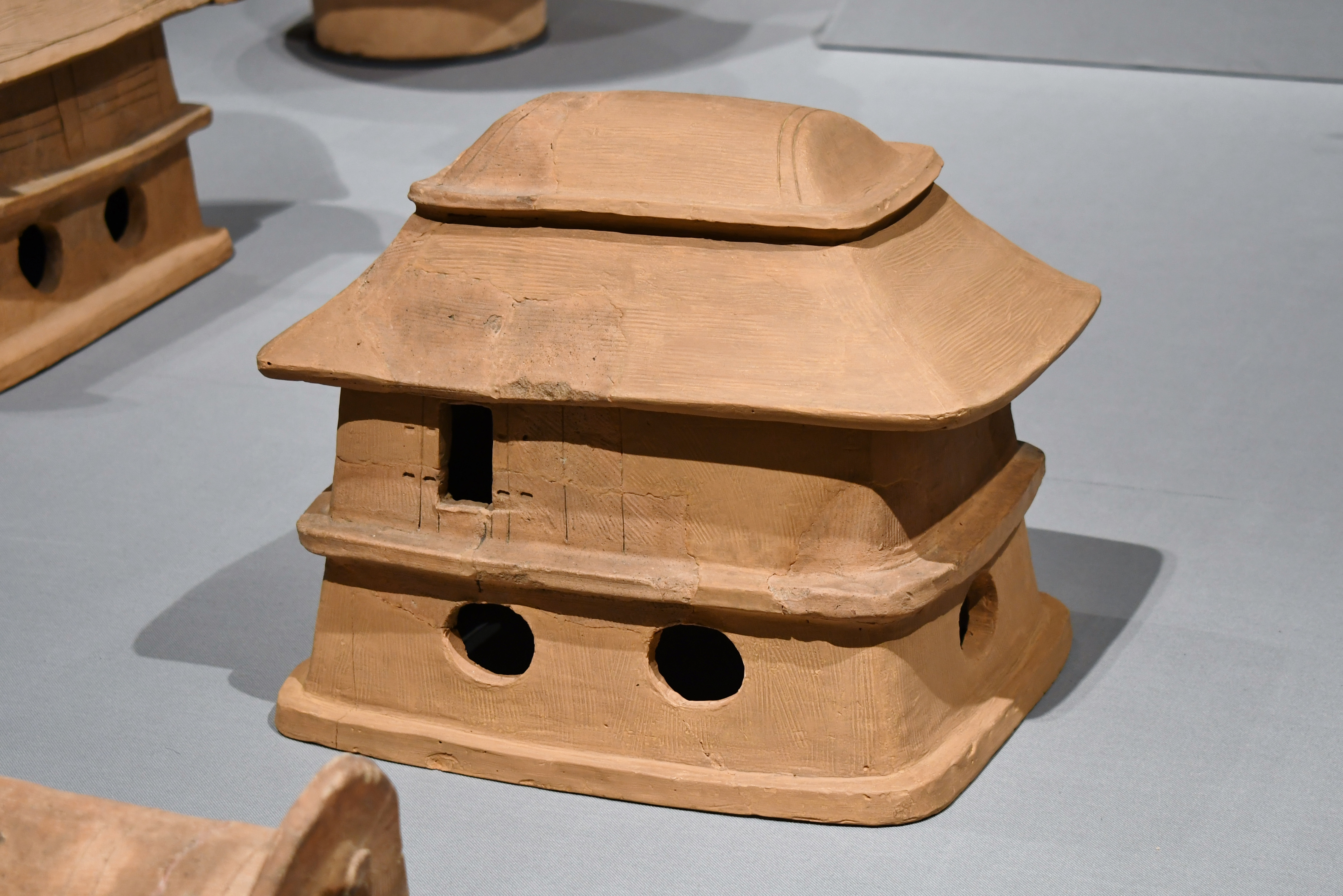
寄棟造倉庫
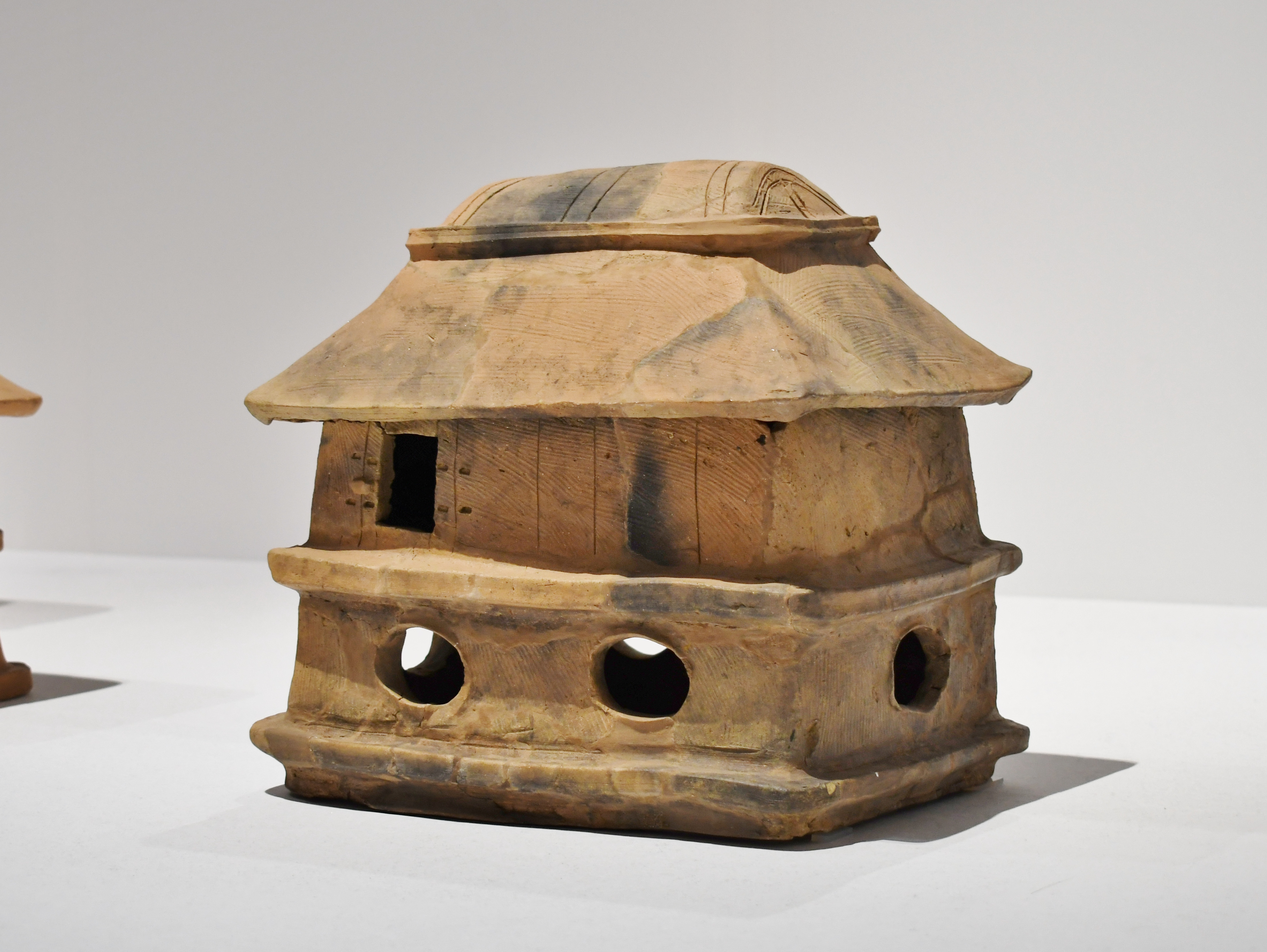
参考：釜ノ口遺跡 寄棟造倉庫 赤堀茶臼山古墳出土品と似ており、工房と古墳の関係を示唆する。伊勢崎市教育委員会蔵、九州国立博物館特別展示時に撮影。
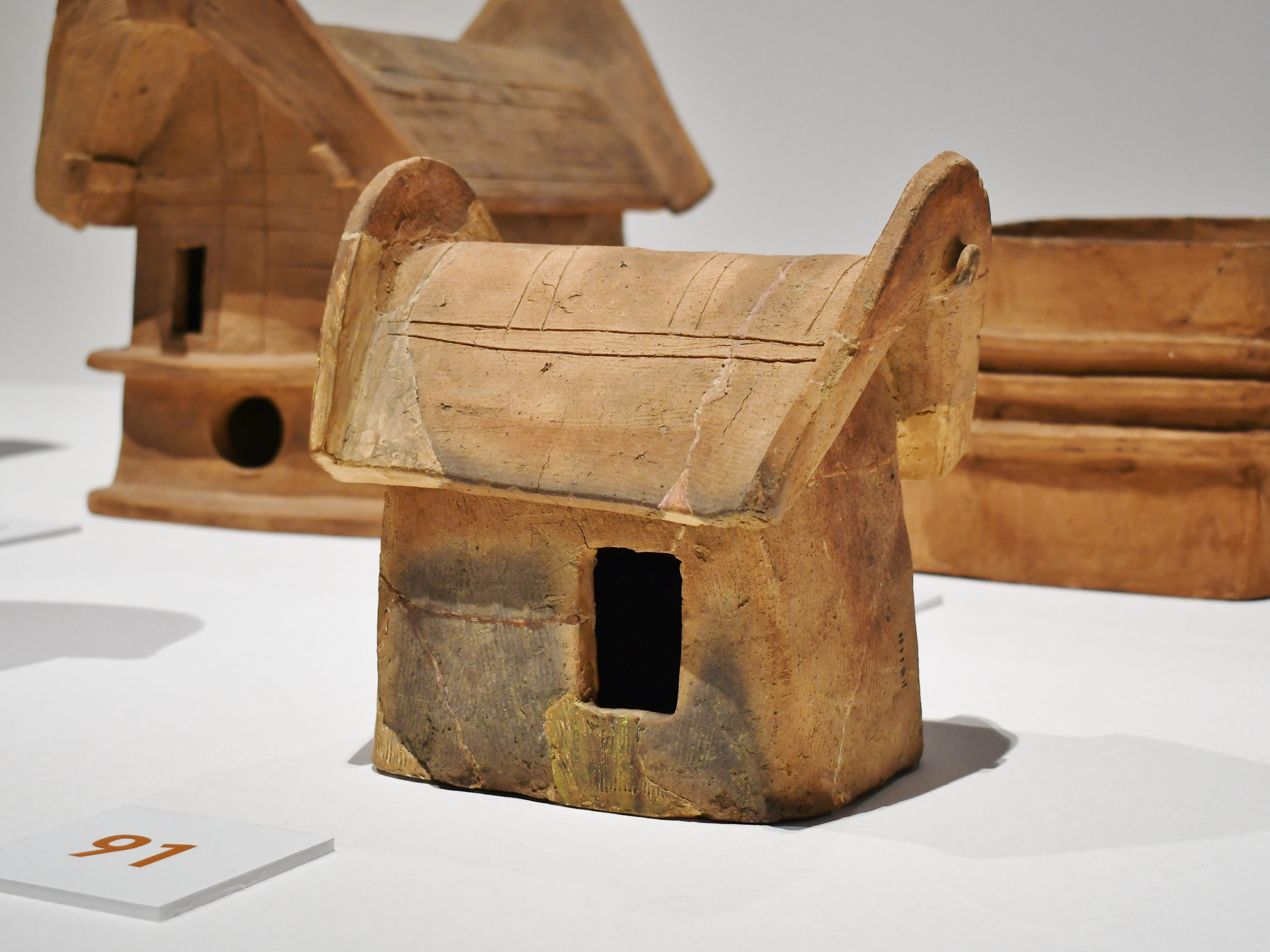
納屋 九州国立博物館特別展示時に撮影。
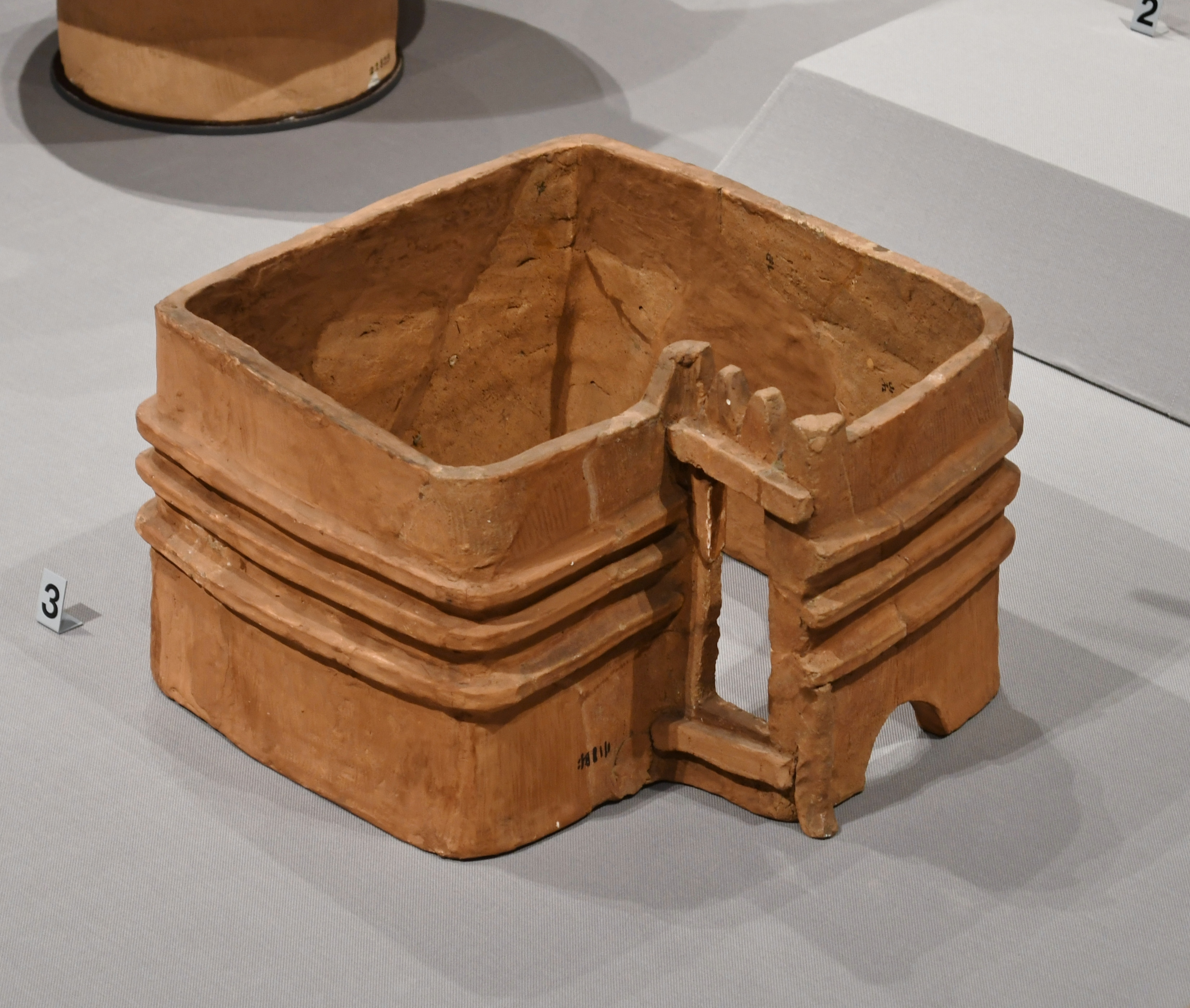
囲形埴輪
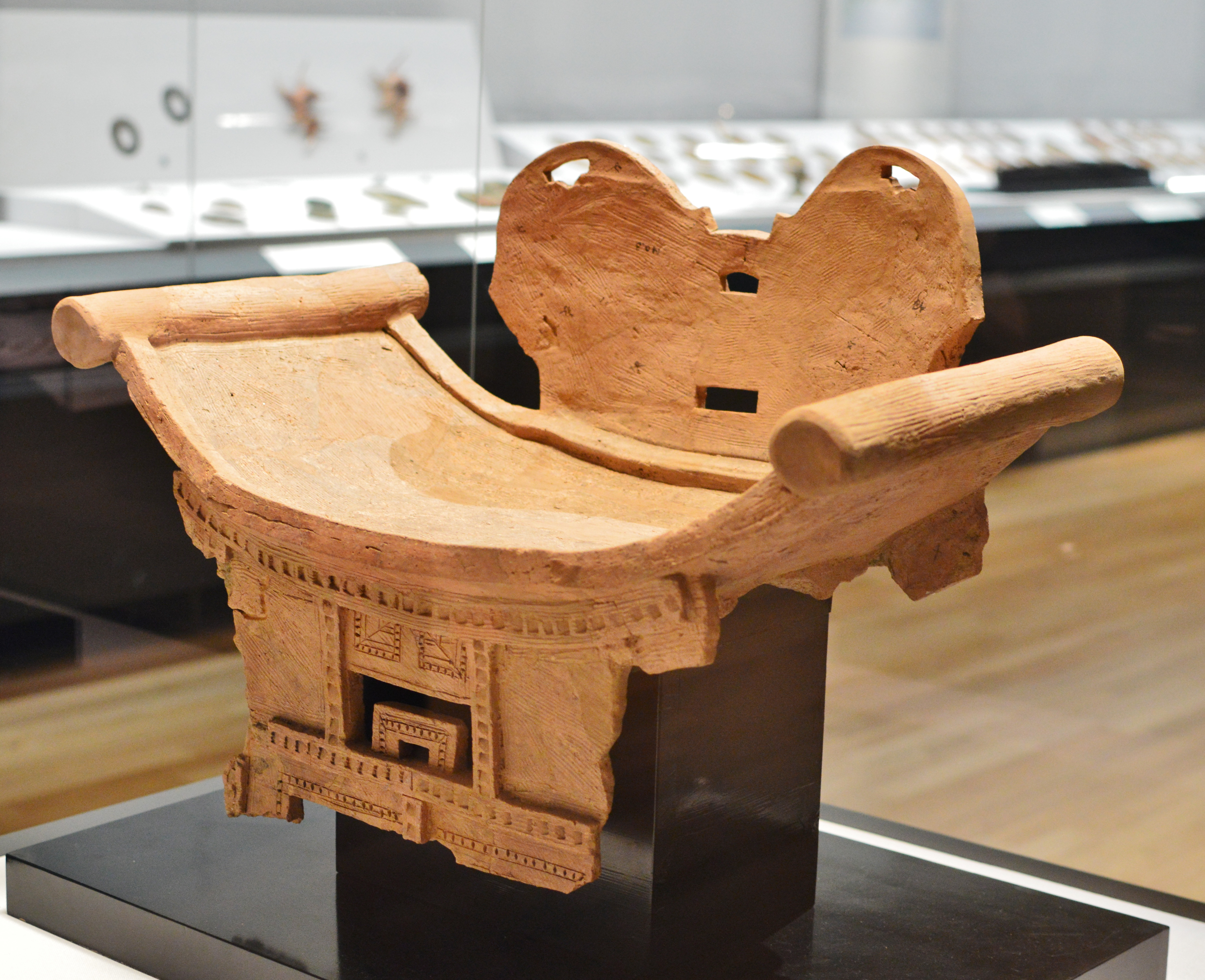
腰掛形埴輪
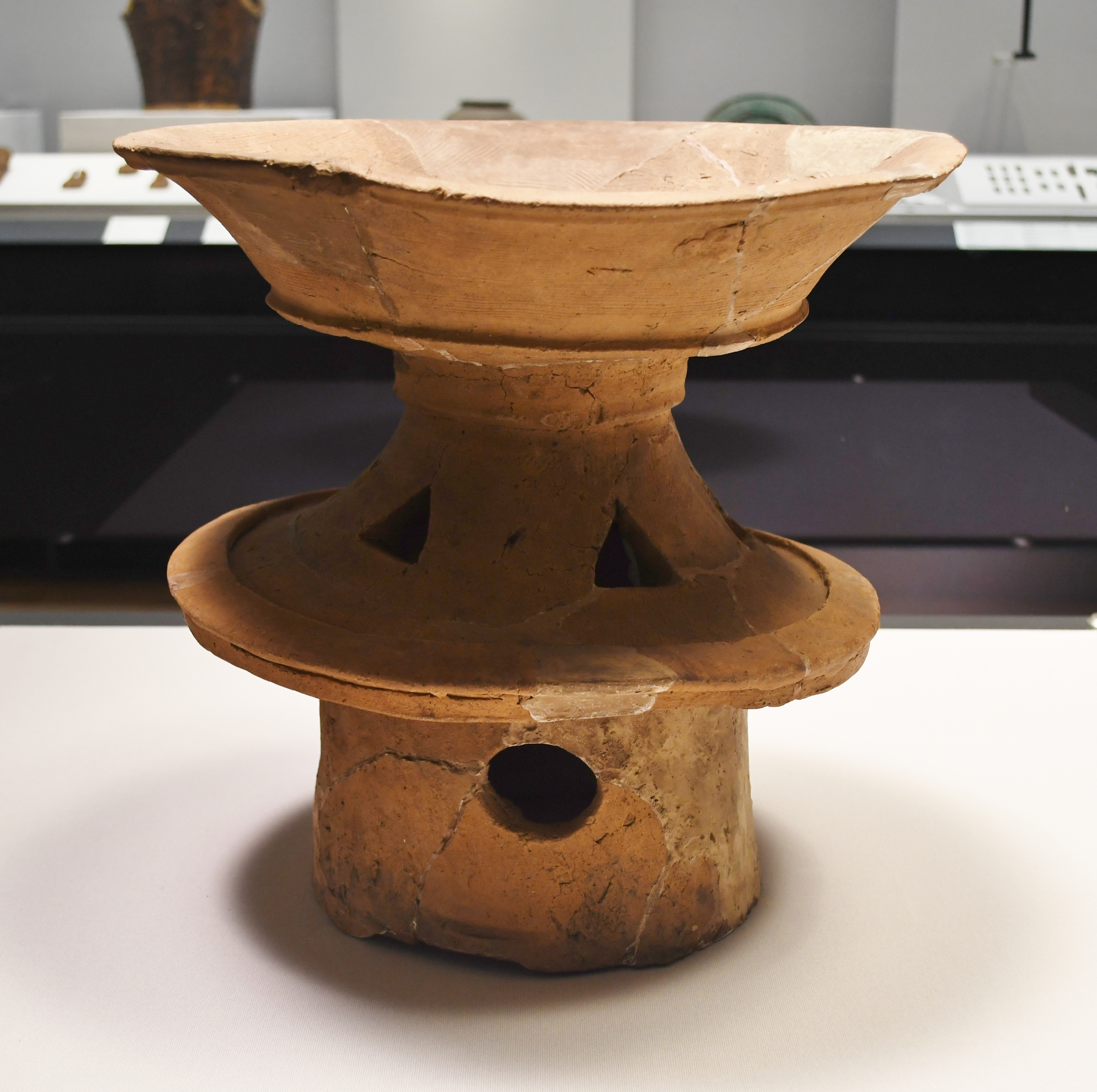
高坏形埴輪
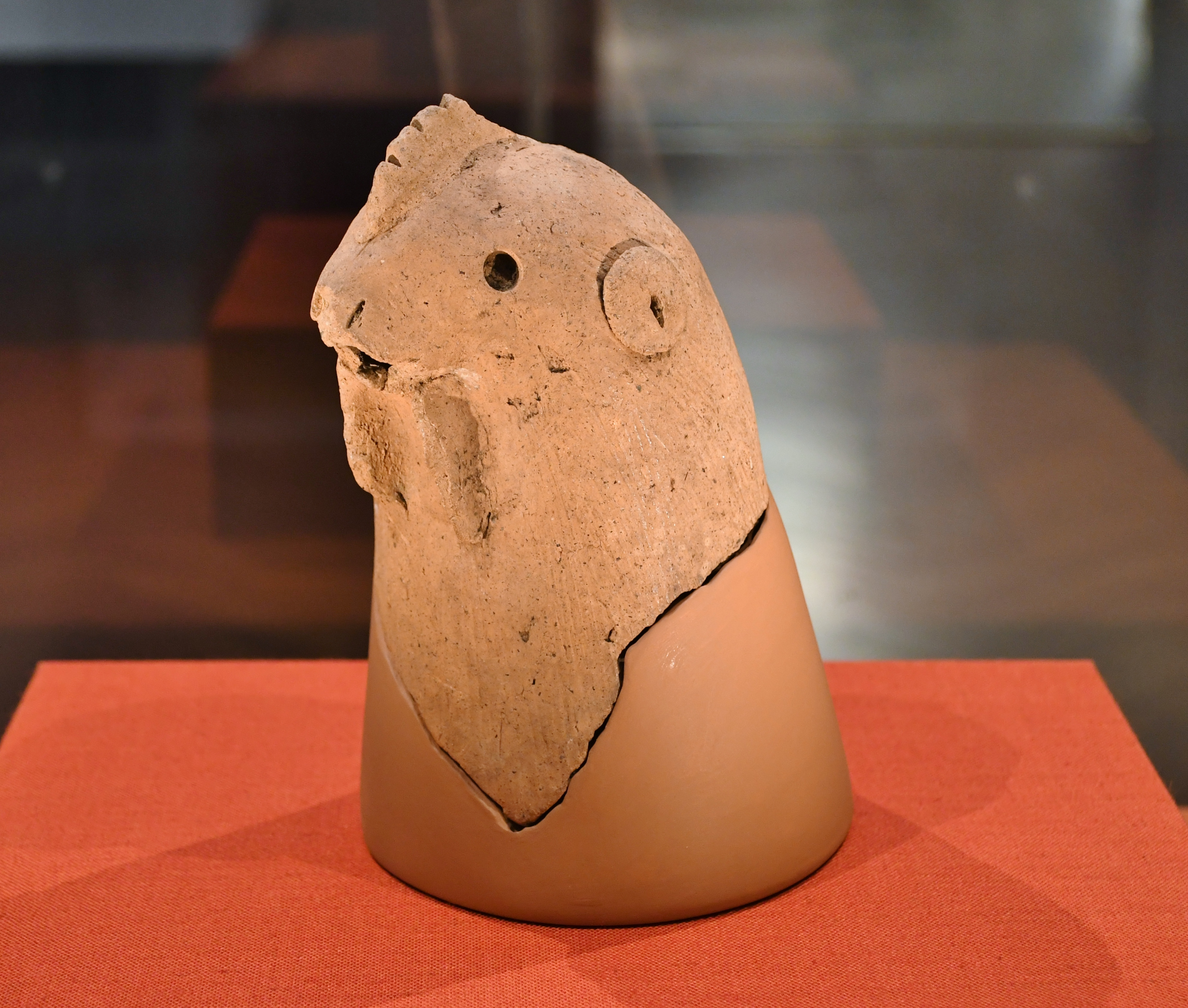
鶏形埴輪（雌鶏か）
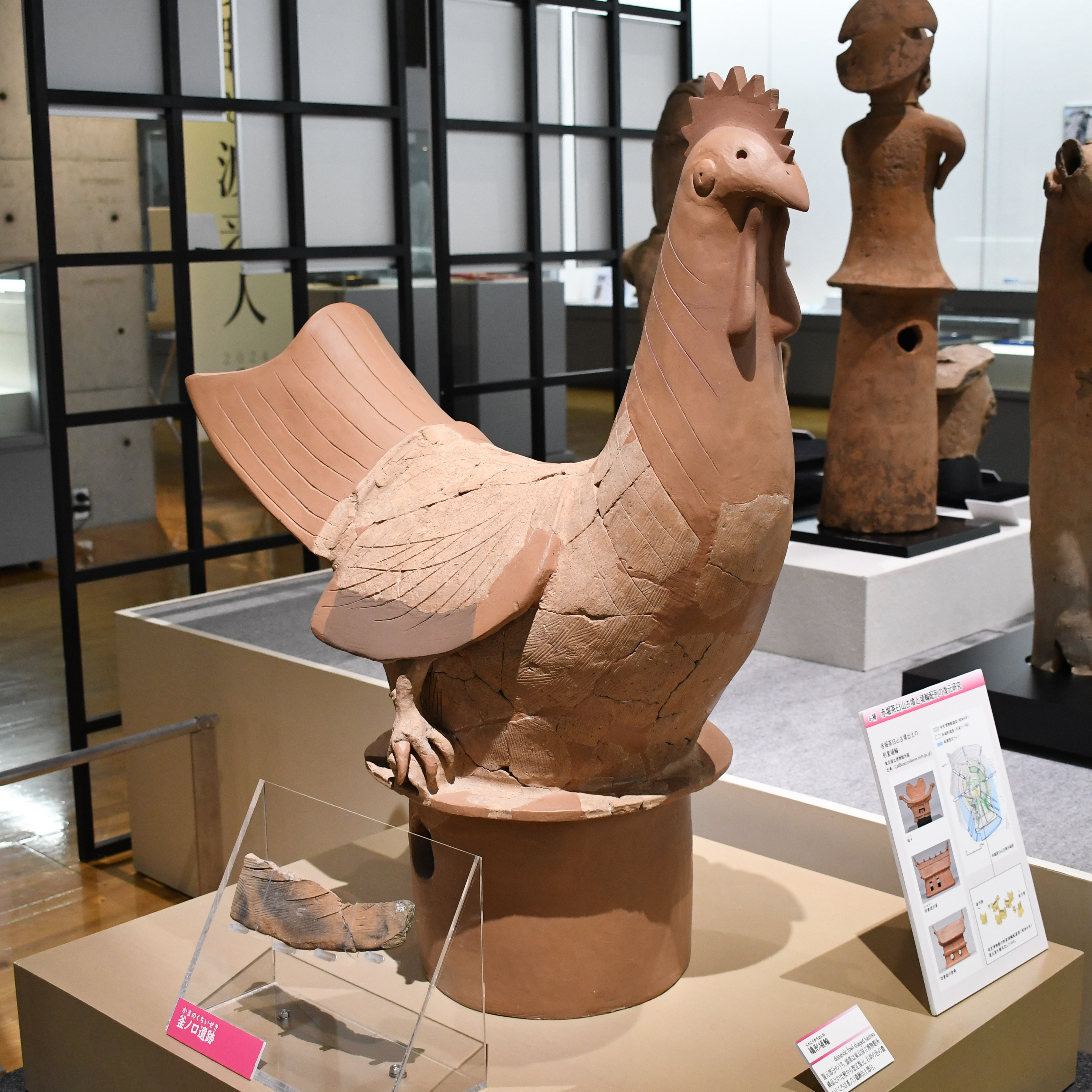
鶏形埴輪（雄鶏） 雄鶏の蹴爪を表現。羽の灰色部には釜ノ口遺跡出土片が接合。大阪府立近つ飛鳥博物館企画展示時に撮影。
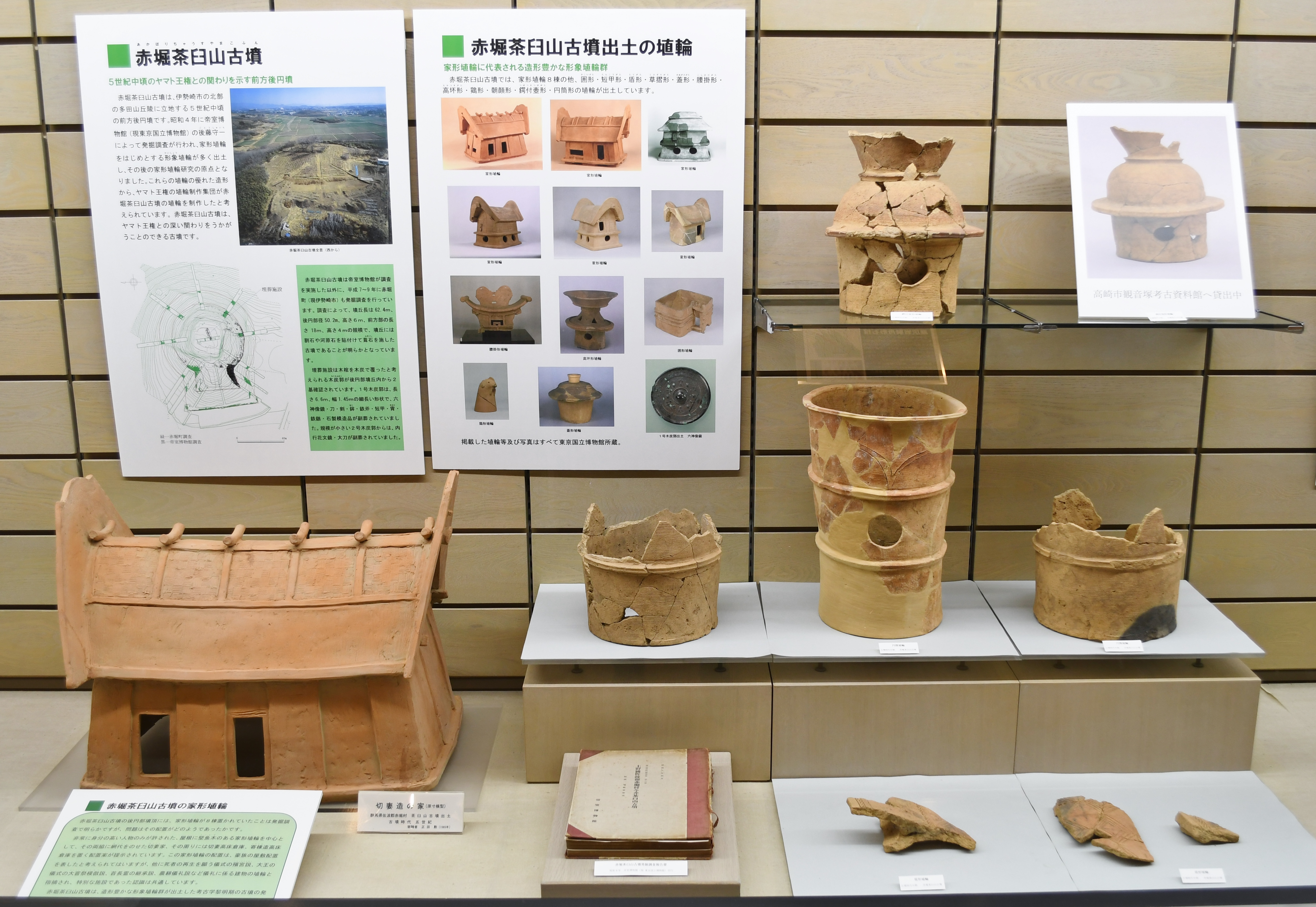
出土品 伊勢崎市赤堀歴史民俗資料館展示（家形埴輪は模型）。

## 文化財

### 伊勢崎市指定文化財
- 史跡
  - 赤堀茶臼山古墳 - 2004年（平成16年）8月10日指定[6][4]。

## 関連施設
- 東京国立博物館（東京都台東区） - 帝室博物館調査の出土品を保管。
- 赤堀歴史民俗資料館（伊勢崎市西久保町） - 旧赤堀町教育委員会調査の出土品を保管。

## 関連文献
（記事執筆に使用していない関連文献）
- 後藤守一『上野國佐波郡赤堀村今井茶臼山古墳』帝室博物館〈帝室博物館學報第6冊〉、1933年。
- 「赤堀茶臼山古墳確認調査」『町内遺跡発掘調査概報』赤堀町教育委員会〈群馬県佐波郡赤堀町文化財調査報告46〉、1996年。
- 「赤堀茶臼山古墳範囲確認第2次調査」『町内遺跡発掘調査概報』赤堀町教育委員会〈群馬県佐波郡赤堀町文化財調査報告48〉、1997年。
- 「赤堀茶臼山古墳範囲確認第3次調査」『町内遺跡発掘調査概報』赤堀町教育委員会〈群馬県佐波郡赤堀町文化財調査報告50〉、1998年。